# Andy Summers

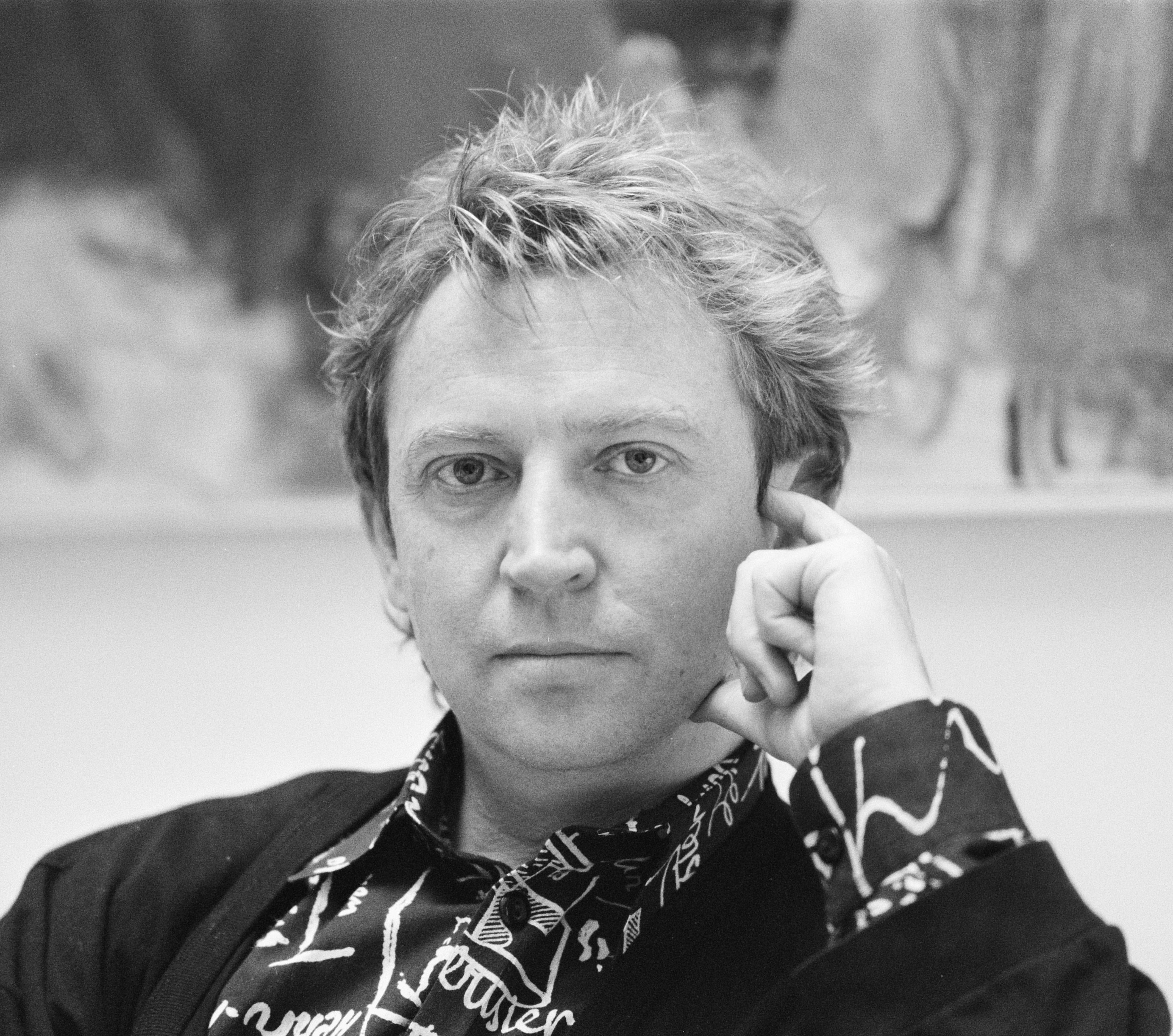
Andy Summers în 1989

Andrew James Somers (n. 31 decembrie 1942, Poulton-le-Fylde, Anglia, Regatul Unit), cunoscut ca Andy Summers, este un chitarist și compozitor englez, remarcat pentru activitatea cu trupa rock The Police și Eric Burdon & The Animals.